# Wolfgang Bohn
Wolfgang Bohn (1928) è un sociologo e professore universitario tedesco.

## Biografia
Inizialmente fu preside della Luisenschule di Karl-Marx-Stadt e nel 1966 conseguì il dottorato presso l'Università pedagogica di Potsdam con una dissertazione intitolata Untersuchungen über den Zusammenhang zwischen Arbeitseinstellung und Arbeitsergebnis bei Schülern (Rapporto tra l'attitudine al lavoro e i risultati lavorativi degli alunni). 
Nel 1970 fu nominato docente e direttore della scuola serale marxista-leninista per insegnanti universitari presso l'Università Tecnica di Karl-Marx-Stadt e successivamente docente di sociologia marxista-leninista presso il dipartimento di economia della stessa università. In questo periodo, pubblicò diverse opere su questioni di sociologia, scienza della gestione e istruzione. Uno dei suoi scritti più noti è Aspekte der soziologischen Untersuchung zwischenmenschlicher Beziehungen in Kollektiven der technischen Forschung und Entwicklung (Aspetti dello studio sociologico delle relazioni interpersonali nei collettivi di ricerca e sviluppo tecnico).
Nel 1981 diede alle stampe l'articolo Zur Herausbildung und Entwicklung der Arbeiterklasse in Westsachsen (Chemnitz – Erzgebirge – Vogtland) bis zur Zerschlagung des Faschismus (La formazione e lo sviluppo della classe operaia nella Sassonia occidentale (Chemnitz - Erzgebirge - Vogtland) fino alla caduta del fascismo), edito all'interno del volume Regionialgeschichtlichen Beiträgen aus dem Bezirk Karl-Marx-Stadt (Contributi storici regionali del distretto di Karl-Marx-Stadt).

## Riconoscimenti
- 1983: Medaglia Arthur Becker.[2]

## Opere (selezione)
- Untersuchungen über den Zusammenhang zwischen Arbeitseinstellung und Arbeitsergebnis bei Schülern: Durchgeführt im Verlauf der beruflichen Grundausbildung und der speziellen Berufsausbildung von Fachverkäufern des sozialistischen Einzelhandels. Potsdam 1966
- Mit H. Schröder: Technische Hochschule Karl-Marx-Stadt (in Deutsch und Russisch), Karl-Marx-Stadt 1973
- Zum Stand und zur Weiterentwicklung der Einsatzbedingungen audiovisueller Unterrichtsmittel an Pädagogischen Hochschulen: Bibliographie. Zentralstelle für Rationalisierungsmittel der Lehrerbildung, Erfurt 1976
- Kritik von methodologischen Grundzügen und Methoden ordnungstheoretischer bürgerlicher Angriffe gegen die politische Ökonomie des Sozialismus. Diss. Univ. Jena 1980
- Lebensweise - Sozialstruktur - Territorium : eine Studie zur Entwicklung der Lebensweise von Produktionsarbeitern und Angehörigen der wissenschaftlich-technischen Intelligenz im Bezirk Karl-Marx-Stadt am Ende der siebziger Jahre. Techn. Hochsch. Karl-Marx-Stadt, Karl-Marx-Stadt 1982
- [Zweites] Wissenschaftliches Kolloquium zum Thema: Gesellschaftswissenschaftliche Probleme der Automatischen Bedienarmen Produktion: am 3. u. 4. März 1983. Techn. Hochsch. Karl-Marx-Stadt; Bezirksvorstand KDT, Karl-Marx-Stadt. Red.-Kollegium: Wolfgang Bohn ... [Hrsg.: Der Rektor d. Techn. Hochsch. Karl-Marx-Stadt], 1983
- Zu einigen Aspekten der Leitungstätigkeit sowie zu Fragen der didaktischen und methodischen Gestaltung der Lehrveranstaltungen im Fach „Technik der Arbeit mit audiovisuellen Unterrichtsmitteln“ an Pädagogischen Hochschulen und Universitäten der DDR. Erarb. von e. Autorenkollektiv unter Leitung von Wolfgang Bohn. Pädag. Hochsch. Dr. Theodor Neubauer, Erfurt/Mühlhausen, Zentralstelle für Rationalisierung der Lehrerbildung, Erfurt/Mühlhausen 1985